# Kamtjadaler
Kamtjadaler er en ældre betegnelse for den oprindelige befolkning, itelmener, på den russiske halvø Kamtjatka i Stillehavet.
I 1700- og 1800-tallet brugtes betegnelsen kamtjadaler mest om russificerede itelmener, især i om omkring havnebyen Petropavlovsk-Kamtjatskij.
I dag bruger man fortrinsvis ordet itelmen, flertal itelmener.
Af itenme´n eller itlmen, "de, der bor her".
Kamtjadaler, den palæoasiatiske befolkning i det sydlige Kamtjatka, beslægtet med korjaker og tjuktere. Selv kalder de sig itelmen. Ved midten af 18. Aarh. Udgjorde de over 10000; men sygdomme og kampe med russerne indskrænkede deres antal, som i 1920erne næppe var 4000, hvoraf mange er opblandet med europæiske folk, især russere. I dag anslås deres antal til ca. 2500.
Oprindeligt var der 3 forskellige itelmener-grupper: Den nordlige, sydlige og den vestlige. I dag skelner man ikke længere mellem disse grupper.
Der er stor uenighed lokalt og i den russiske lovgivning om kamtjadalerne. Nogle ser dem som en distinkt etnisk gruppe, og andre ser dem som en underafdeling af itelmener-gruppen. Atter andre mener, at der ikke eksisterer kamtjadaler.

## Bosætning
Ved russernes ankomst Deres bosætningsområde strækker sig mellem Sedanka og Sopotjnoe på vestkysten af Kamtjatka. Administrativt udgør itelmenernes territorium en del af det Korjakiske autonome område. Da Vitus Bering og hans 1. Kamtjatka-ekspedition i 1727 nåede halvøen, befolkede Itelmenerne næsten hele landet, undtagen sydspidsen, hvor der boede ainuer, den indre og nordlige del, som er hjemsted for korjaker og tjuktere. Europæernes ankomst førte til en hastig decimering af kamtjadalerne, der sank ned i en slags trældom.

## Erhverv
De ernærede sig oprindeligt af fiskeri og jagt på pelsdyr, og er kendt for deres store kendskab til anvendelsen af planter, f.eks. brugte de en blanding af cederkerner, kaviar og te mod skørbug.

## Samfund
Det traditionelle hovederhverv var fiskeri og jagt på havpattedyr. Hunden, som trækker slæderne, er det eneste husdyr. Vinterboligen var tidligere en jordhytte med adgang gennem taget, en såkaldt balagan, medens man om sommeren rejste lette barktelte, hvilende på pæle. Nu bor de overvejende i træhuse af russisk type. Det meste af den oprindelige kultur er gået til grunde. Officielt er kamtjadalerne kristne.
Helt frem til den sovjetiske kollektivisering opretholdt itelmenerne et eget socialt system og en økonomi baseret på vareudveksling. Omkring 1921 nåede sovjetstyret itelmenerne.
Deres erhvervsudøvelse blev kollektiviseret. Deres traditionelle næring udførte de nu som ansatte i stats- og kollektivbrug. Med sovjetstyrets sammenbrud først i 1990erne skete der en brat forværring af itelmenernes levevilkår.

## Sprog
Itelmensk tilhører den tjuktiske-kamtjadalske-gruppe indenfor de palæoasiatiske sprog. Ca. 10% af de omkring 2500 kamtjadaler/itelmener taler itelmensk. Der er gjort flere forsøg på at genoplive sproget og føre det videre til yngre generationer. I 1930erne blev der udgivet lærebøger til skolebrug, men efter nogle år opgave man at bruge itelmensk som skriftsprog. Det anvendes i dag stort set udelukkende som hjemmesprog. I blandede ægteskaber tales fortrinsvis russisk. I 1986 kom en ny retskrivning og et nyt alfabet baseret på kyrillisk skrift. Itelmensk er fag i skolen i bygden Kovran, men det har ikke haft nogen nævneværdig betydning for sprogets bevarelse.